# Temera hardwickii
Temera hardwickii är en rockeart som beskrevs av Gray 1831. Temera hardwickii ingår i släktet Temera och familjen Narkidae. IUCN kategoriserar arten globalt som sårbar. Inga underarter finns listade i Catalogue of Life.